# Jost Leers

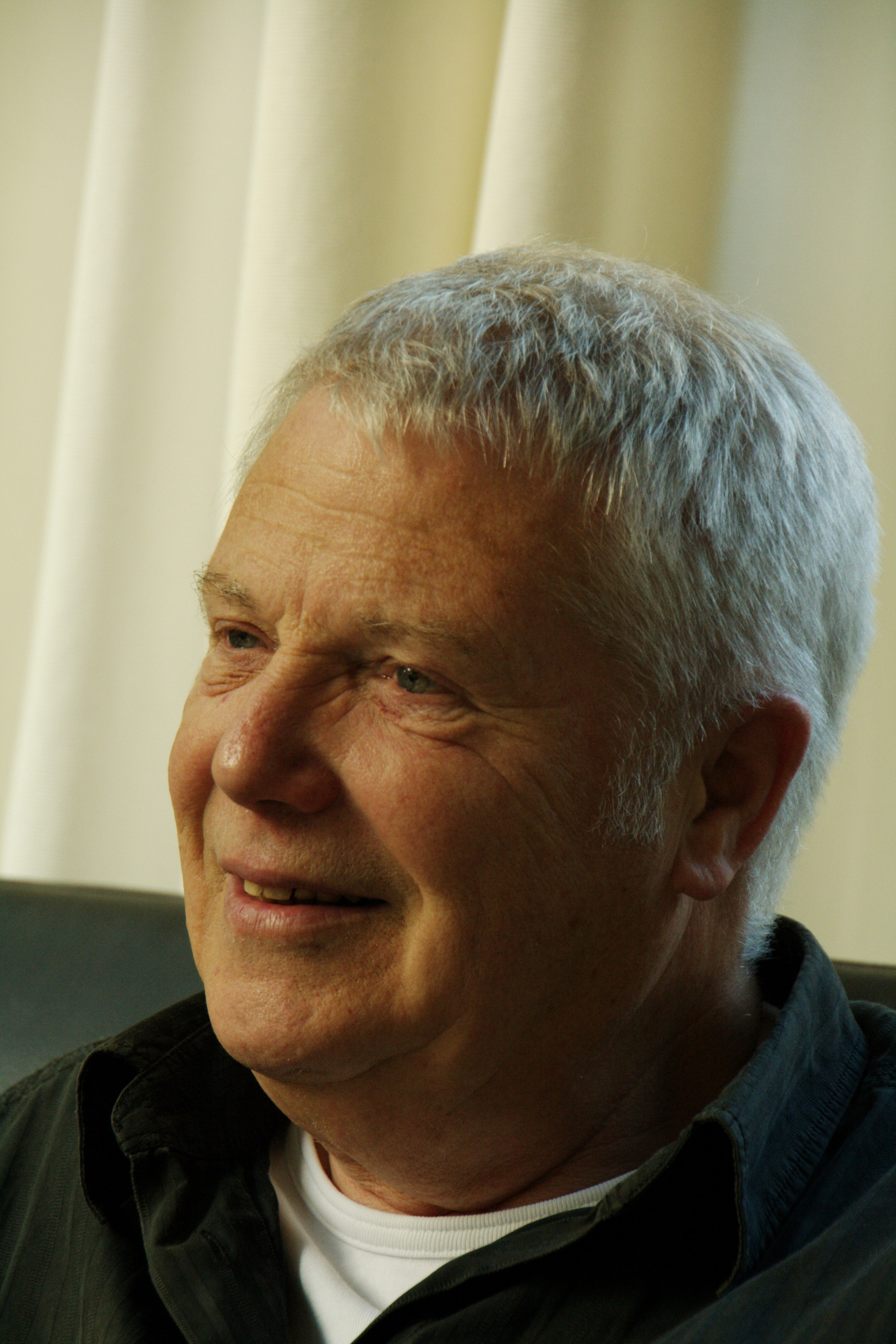
Jost Leers (2011)

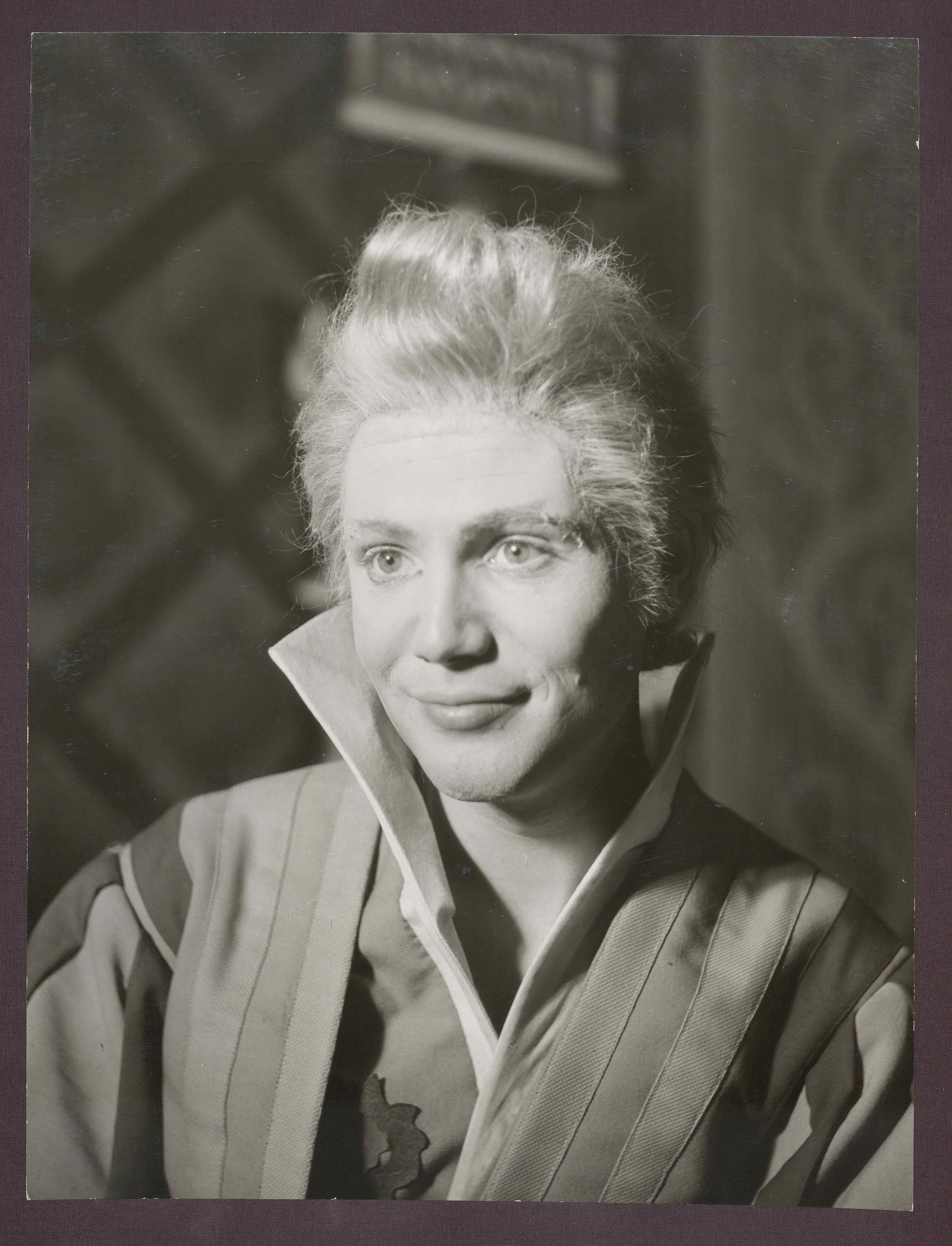
Jost Leers in Das tapfere Schneiderlein am Badischen Staatstheater Karlsruhe (1961/62)

Jost Leers (* in Freiburg im Breisgau) ist ein deutscher Schauspieler.
Leers erhielt seine Ausbildung zum Schauspieler an der Hochschule für Musik und Theater in Hannover und ging am Badischen Staatstheater Karlsruhe in sein erstes Engagement. Weitere Stationen: Celle, Frankfurt, Würzburg und ab 1973 Staatstheater Braunschweig. Bis 2003 war er dort festes Ensemblemitglied und gastierte danach in Magdeburg und Braunschweig. Neben seiner Bühnentätigkeit hat Jost Leers viele Lesungen (Lessing, Busch, Heine, Kästner, Tucholsky usw.) veranstaltet und stellt immer wieder neue Programme zusammen.

## Theatrografie (Auswahl)
- Der Kontrabass
- My Fair Lady (Lerner/Loewe): Oberst Pickering
- Arsen und Spitzenhäubchen: Abby
- Othello darf nicht platzen: Direktor Saunders
- Nathan der Weise (Lessing): Klosterbruder
- Bericht an eine Akademie: Rotpeter, der Affe
- Sechs Personen suchen einen Autor (Luigi Pirandello): Vater
- Amphitryon (Kleist): Sosias
- Mein Kampf (George Tabori): Schlomo Herzl
- Weisman und Rotgesicht: Weisman
- Was ihr wollt (William Shakespeare): Bleichenwang
- Hallo Dolly: Cornelius
- Der zerbrochne Krug (Kleist): Schreiber Licht
- Der Revisor (Nikolai Gogol): Chlestakow
- Barfuß im Park: Paul
- Scapins Schelmenstreiche: Scapin
- Floh im Ohr: Camille
- Endstation Sehnsucht (Tennessee Williams): Mitch
- Ein Sommernachtstraum (William Shakespeare): Puck
- Der keusche Lebemann: Max Stieglitz
- Orpheus in der Unterwelt: Styx
- König Lear (William Shakespeare): Narr
- Warten auf Godot (Samuel Beckett): Estragon
- Victor oder die Kinder an der Macht (Roger Vitrac): Victor
- Der Schwierige (Hugo von Hofmannsthal): Stani
- Endspiel (Samuel Beckett): Clov
- Über allen Zauber Liebe: Klarin

## Film und Fernsehen (Auswahl)
- 1965 Die Zwillinge aus Venedig (Regie: Horst Braun): Florindo
- 1979 Ein Kapitel für sich (Regie: Eberhard Fechner): der Franzose
- 1986 Die Schwarzwaldklinik (Regie: Hans Jürgen Tögel): drei Folgen Theaterarzt
- 2008 Der Maler (Kurzfilm – Regie: Sandro Berndt)
- 2009 Von Clowns und Fischen (Kurzfilm – Regie: Sandro Berndt)
- 2010 Vis á vis: (Kurzfilm – Regie: Christian Huck)

## Lesungen
- Bilder und Worte von Jost Leers 20. Oktober 2012 (Texte von Erich Kästner) im SPIEGELSALON Berlin
- Geliebte Ungeduld 9. März 2013 (Theodor und Emilie Fontane) in der Galerie Annette Schneeweiß mit Ulrike Luderer